# Wólka Oleśnicka
Wólka Oleśnicka – przysiółek w Polsce, położony w województwie świętokrzyskim, w powiecie staszowskim, w gminie Oleśnica.
W latach 1975–1998 przysiółek należał administracyjnie do województwa kieleckiego.

## Galeria

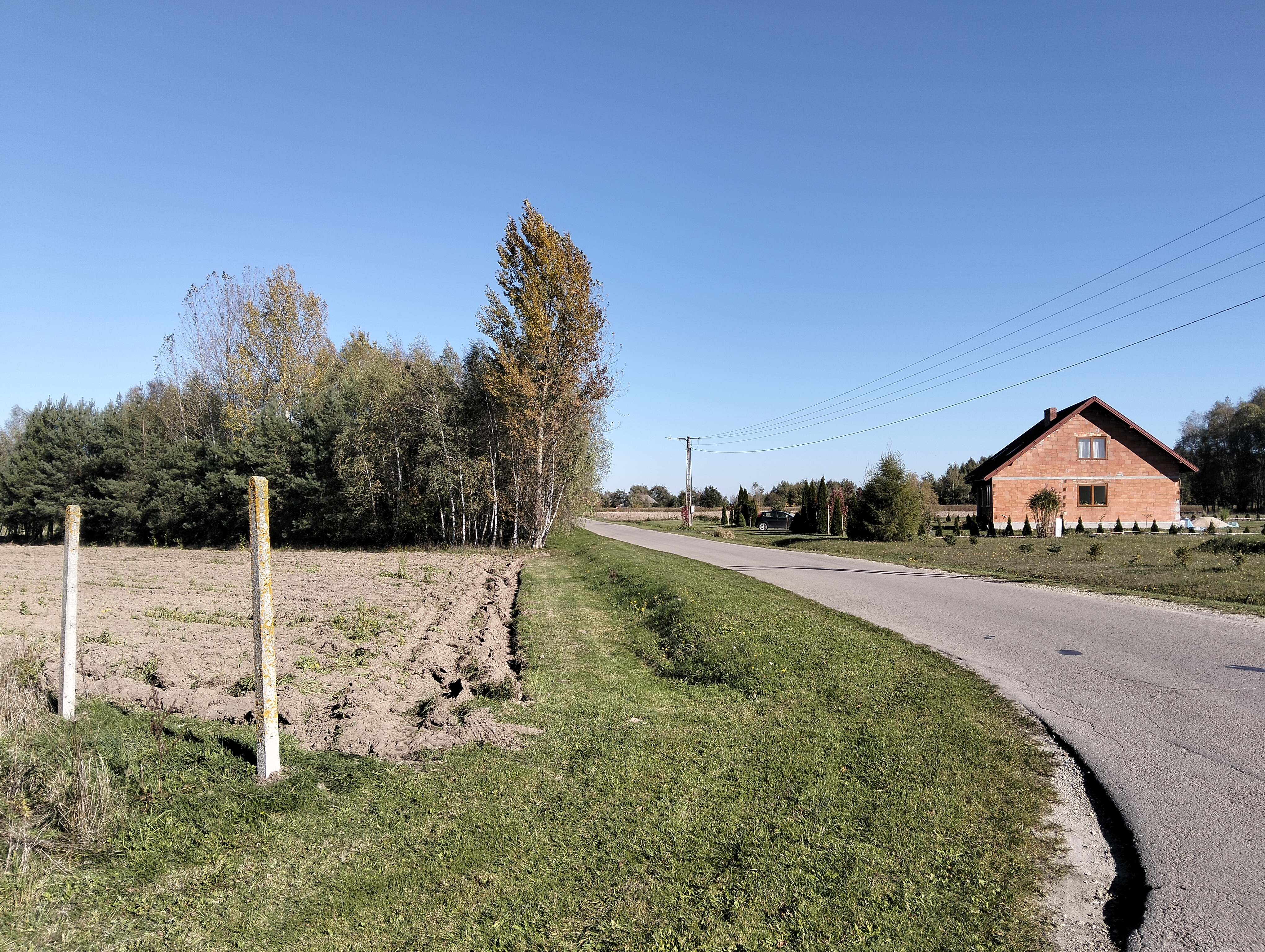
Rozproszona zabudowa przysiółka
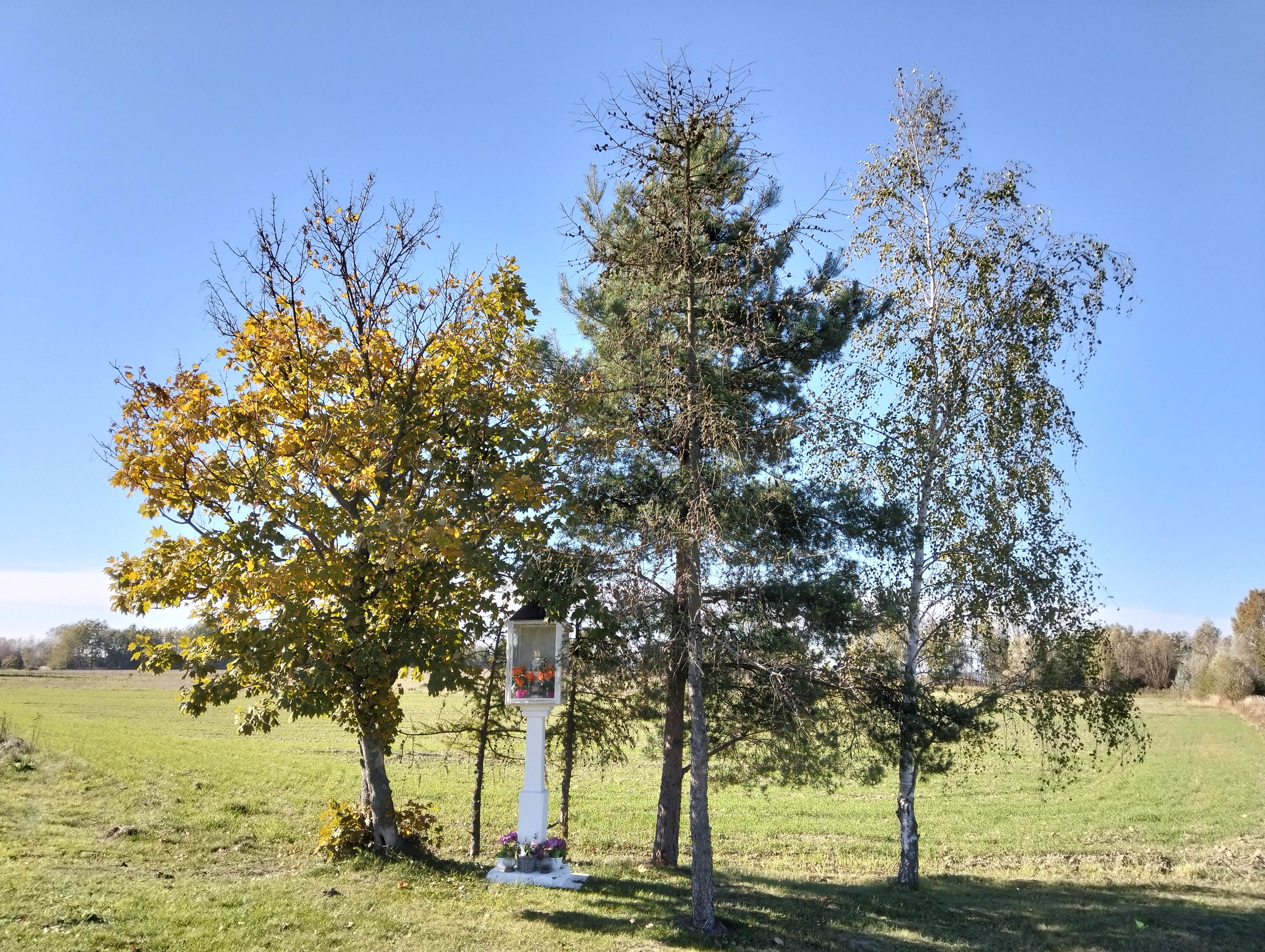
Kapliczka przydrożna